# Antonín Raimund Wolf
Antonín Raimund Wolf (15. března 1865 Černovice – 9. září 1924 Vídeň) byl akademický malíř, jeden z prvních žáků J. Mařáka.

## Život
Narodil v Černovicích na tehdejším území Bukoviny. Po absolvování osmiletého gymnázia nastoupil na pražskou malířskou Akademii, kde studoval ve školním roce 1886/87 u prof. Antonína Lhoty v tzv. "antickém oddělení" a ve školních letech 1887/88–1890/91 pokračoval ve studiu v krajinářském ateliéru Julia Mařáka. Společně s Václavem Březinou, Janem Köpplem a Bohumilem Podhrázským patřil mezi první sled žáků prof. J. Mařáka. Ľudovít Csordák jej ve svých vzpomínkách společně s Janem Köpplem řadí mezi německé žáky v krajinářské speciálce J. Mařáka. Ve správě Archivu Národní galerie v Praze je málo známá fotografie žáků Mařákovy krajinářské školy z roku 1890, na které je zachycen i stojící Raimund Wolf.
Dle Viktora Šumana (1929) "byl profesorem na německé reálce" (v Praze?). Rovněž žil v Karlových Varech a zřejmě od roku 1899 se přestěhoval do Vídně.
Na výročních výstavách Krasoumné jednoty vystavoval již od roku 1886, minimálně do roku 1904. Vystavuje oleje, pastele a akvarely, např. Pod stínem sosen (1894), Bouřný vichr vrbami klátí a Sadová ulice v Karlovarech (1895), Restaurační zahrada v Grödigu (1897) a Tiché vody (1899). Jeho tvorba byla podporována Společností německé vědy, umění a literatury v Čechách. Na Jubilejní zemské výstavě v Praze v roce 1891 se prezentuje obrazy Po zřícení kamenného mostu v Praze a V lukách u Solnohradu. Vystavuje rovněž se Spolkem německých výtvarných umělců v Čechách v r. 1903. Od roku 1908 byl členem vídeňského Künstlerhausu. 
Zemřel ve Vídni v roce 1924.

## Dílo
Počáteční krajinářská tvorba Raimunda Antonína Wolfa je v pojetí pozdního romantismu (např. Nokturno). Zajímavostí je obraz Portrét Antonína Dvořáka v biedermeierovském stylu. Dobová kritika ve Zlaté Praze a Světozoru opakovaně pozitivně hodnotila jeho krajinářské motivy provedené uhlem. Negativně je naopak hodnocen jeho obraz Za večera na kamenném mostě v Praze se zjevením sv. Luitgardy v popředí z r. 1889. Kritik s monogramen L. K. (Světozor, 17. 5. 1889) považuje vyobrazení Malé Strany za příliš "tvrdé", oblohu za nepřirozeně "vajíčkovitě žlutou", a to vše s nevhodnou "staffáží" ženské postavy, zřejmě Vlašky. Do tohoto období spadá i obraz Po zřícení kamenného mostu v Praze. 
Pozdější krajinářská tvorba v oleji prokazuje autorovu technickou zdatnost, avšak působí poněkud neosobním studeným dojmem (např. U Karlových varů a Na břehu Tisy). Větší citlivost pro krajinářské motivy a jejich atmosféru Raimund Wolf prokazuje v technice pastelu (např. Mlžné pobřeží a Rameno řeky). 
Dnešní umělecká kritika kladně hodnotí jeho díla meditativně-symbolistního charakteru, která jsou známá především v technikách uhlu a pastelu (např. Pustá krajina).

### Zastoupení ve sbírkách
- Moravská galerie v Brně, kresba uhlem Krajina
- Muzeum ve Vídni, grafický list Das Volk in Not, Anstellen um Kartoffeln in der Rasumofskygasse (1917)
- Albertina, Vídeň, akvarel Heideweg

## Galerie

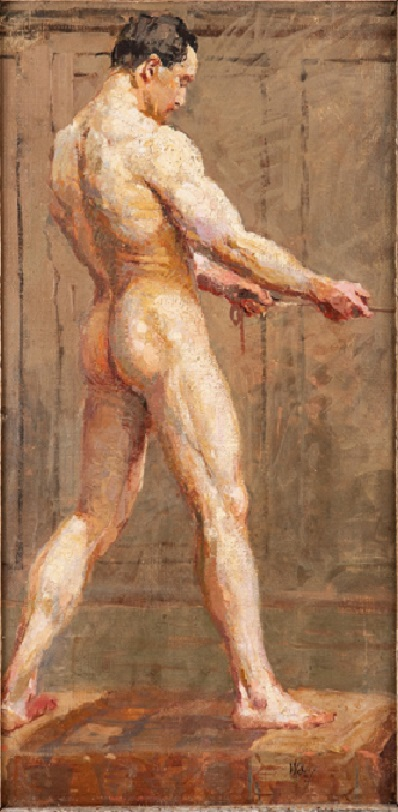
Raimund Wolf Mužský akt (kol. 1887)
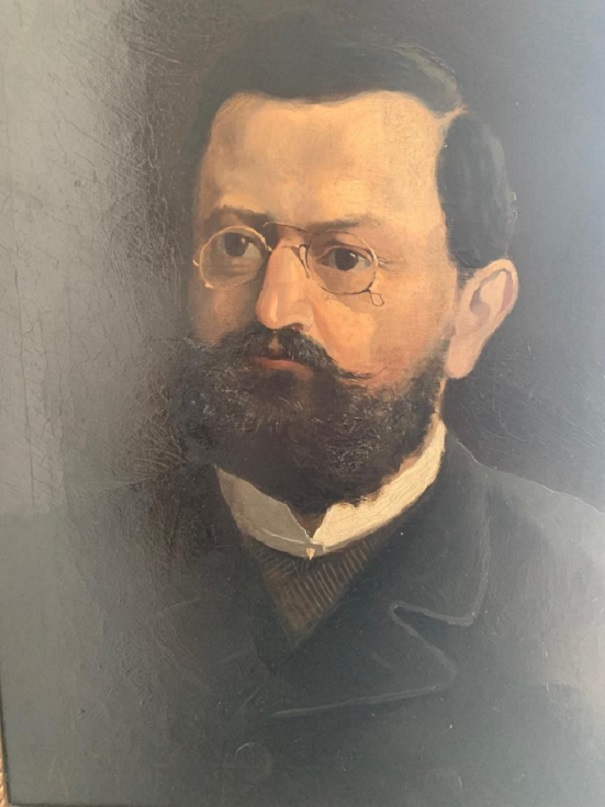
Raimund Wolf Portrét Ant. Dvořáka
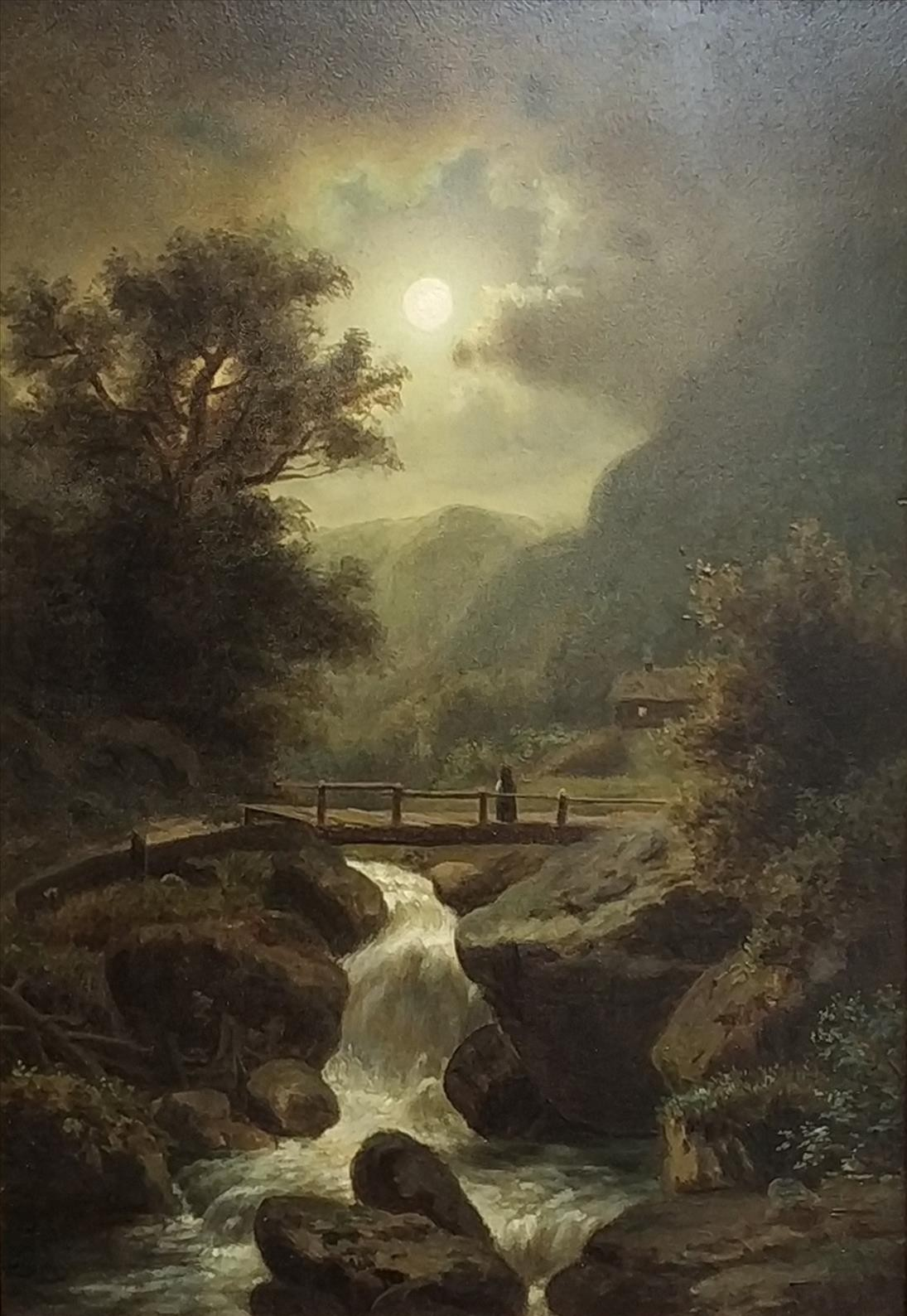
Raimund Wolf Nokturno (kol. 1887)
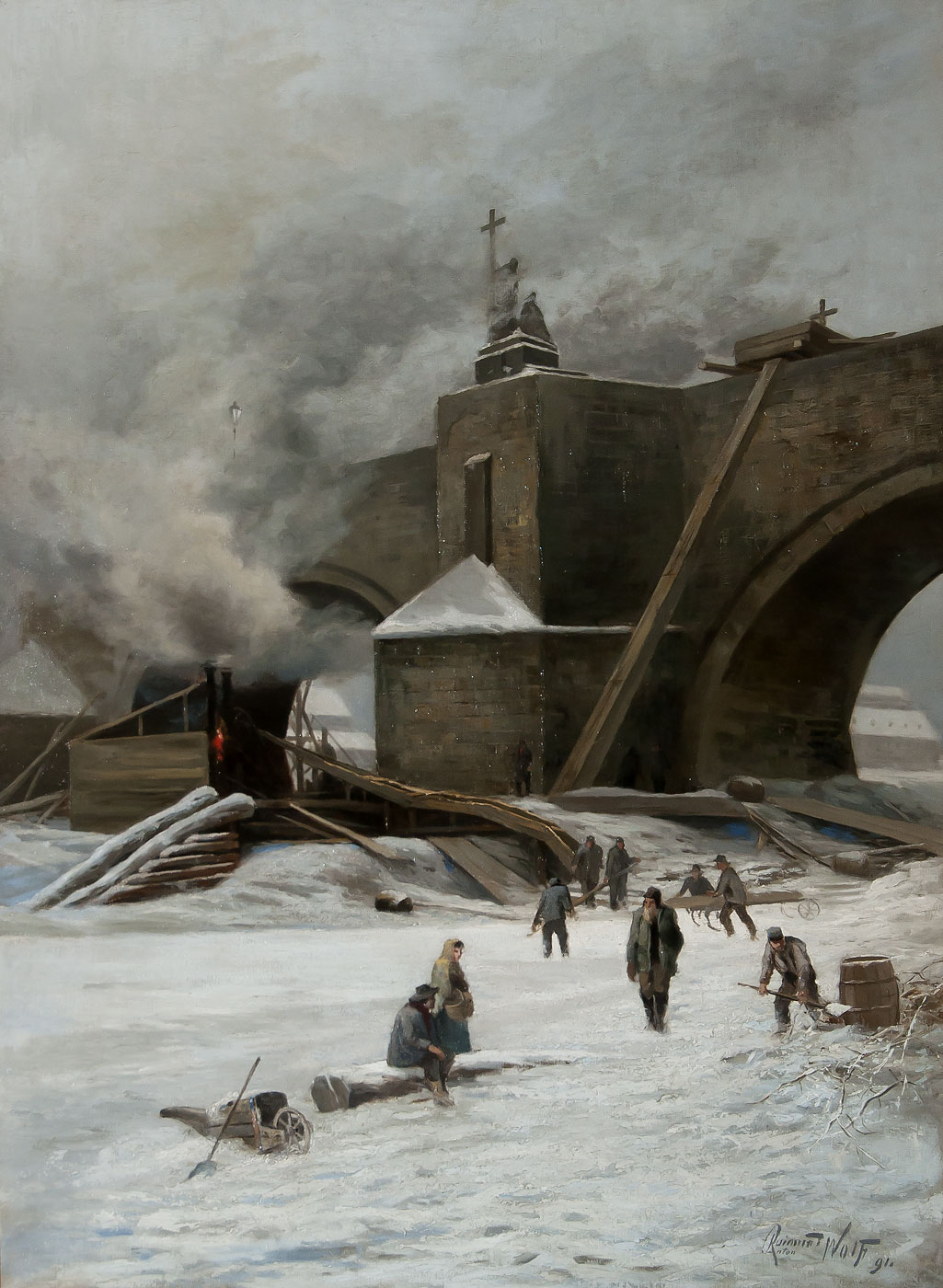
Raimund Wolf Po zřícení kamenného mostu v Praze (1891)
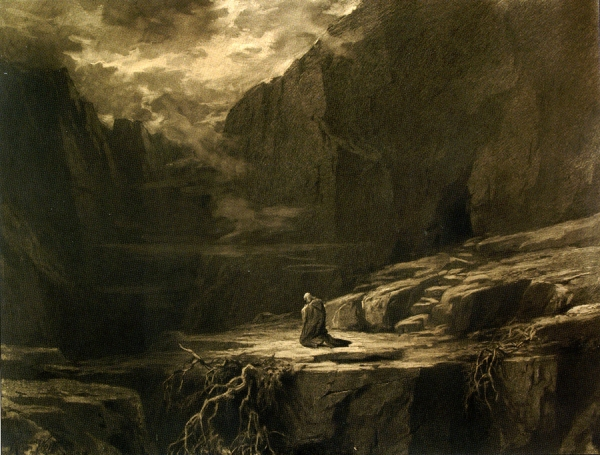
Raimund Wolf Pustá krajina I (uhel, 1892)
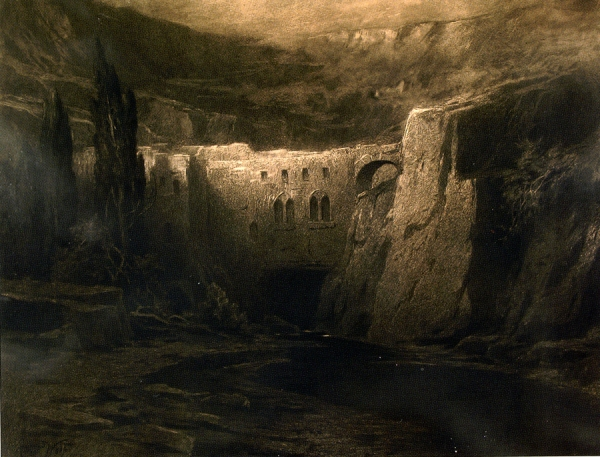
Raimund Wolf Pustá krajina II (uhel, 1892)
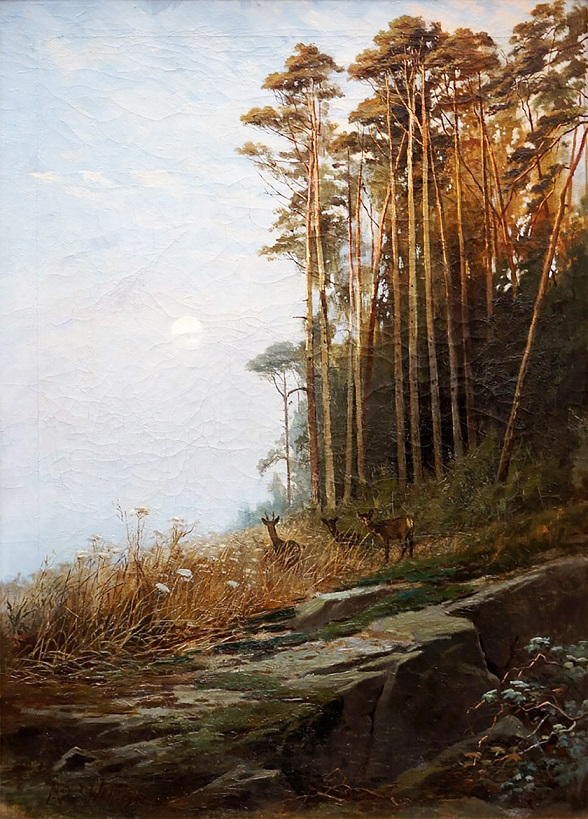
Raimund Wolf Odpočinek pod sosnami (1894)
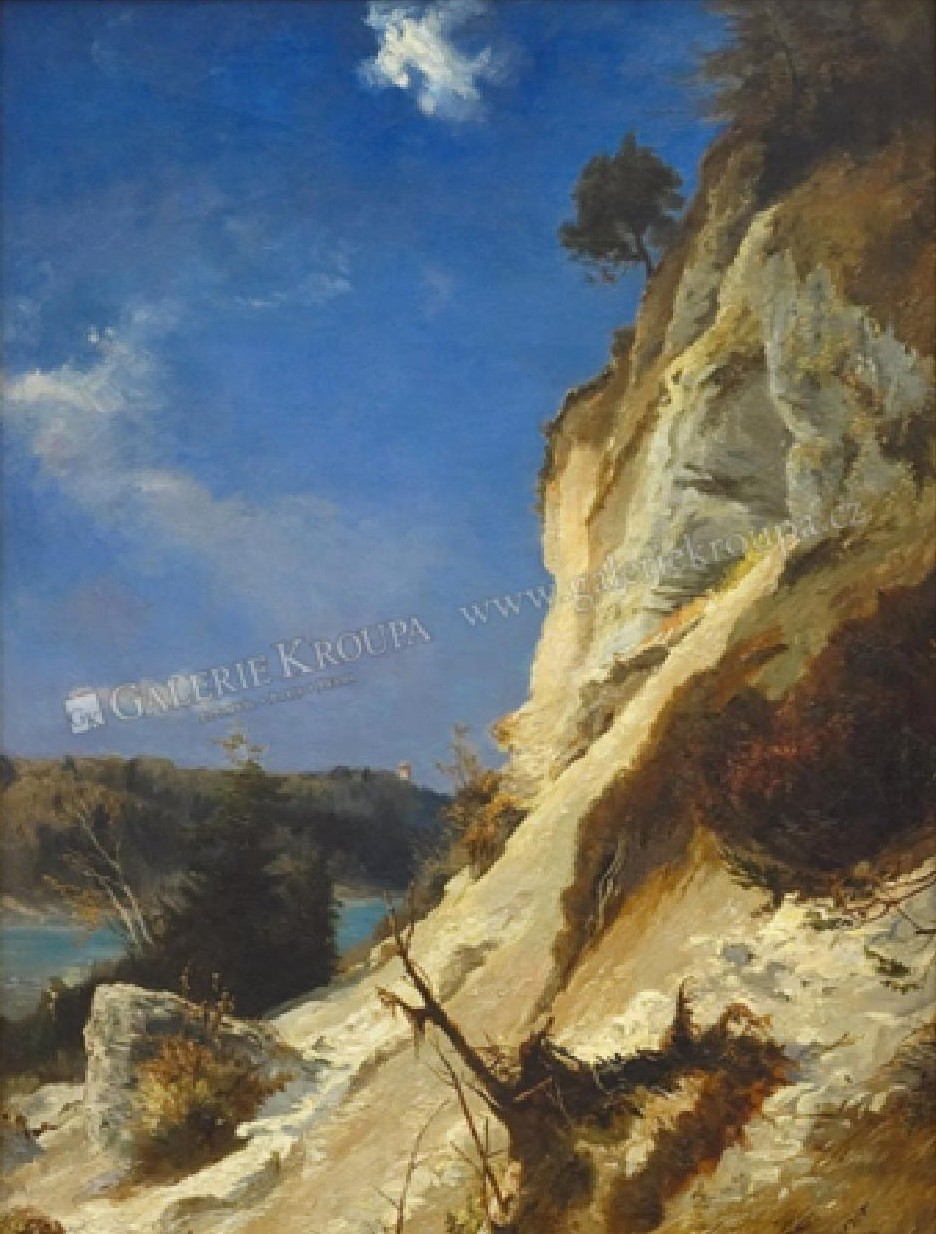
Raimund Wolf U Karlových Varů (1894)
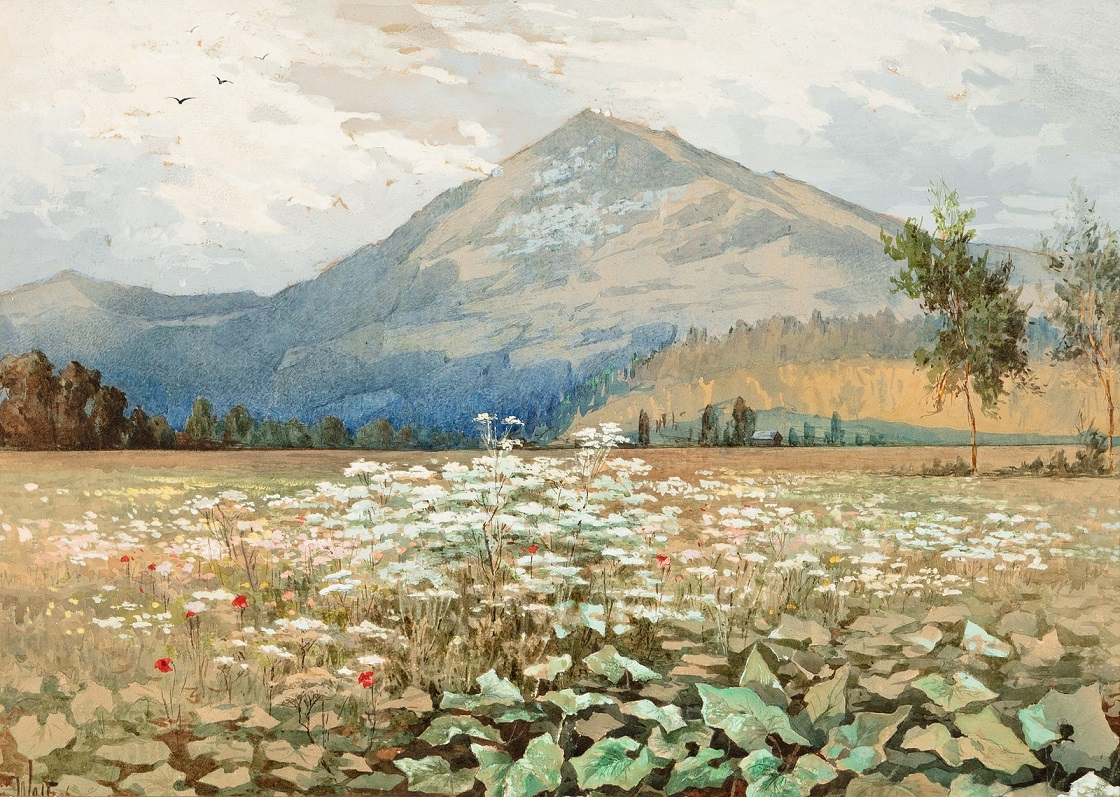
Raimund Wolf Rozkvetlá krajina (akvarel, 1896)
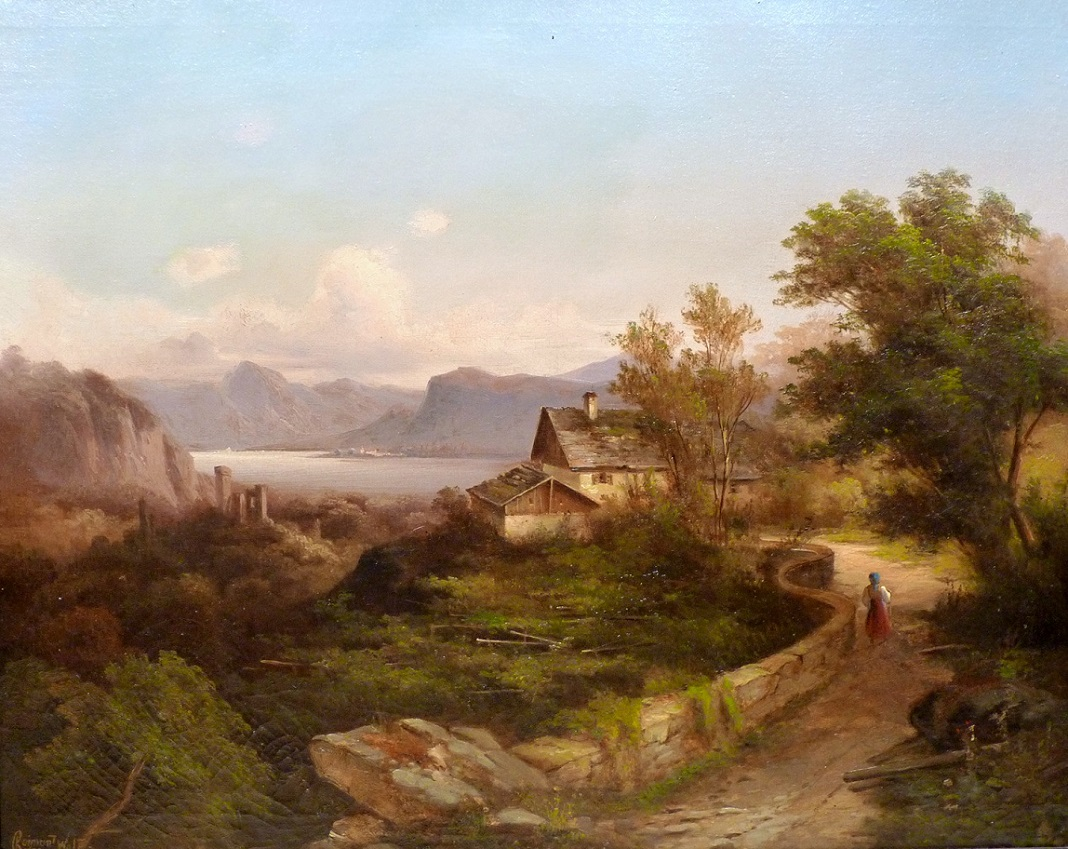
Raimund Wolf U Jezera (1899)
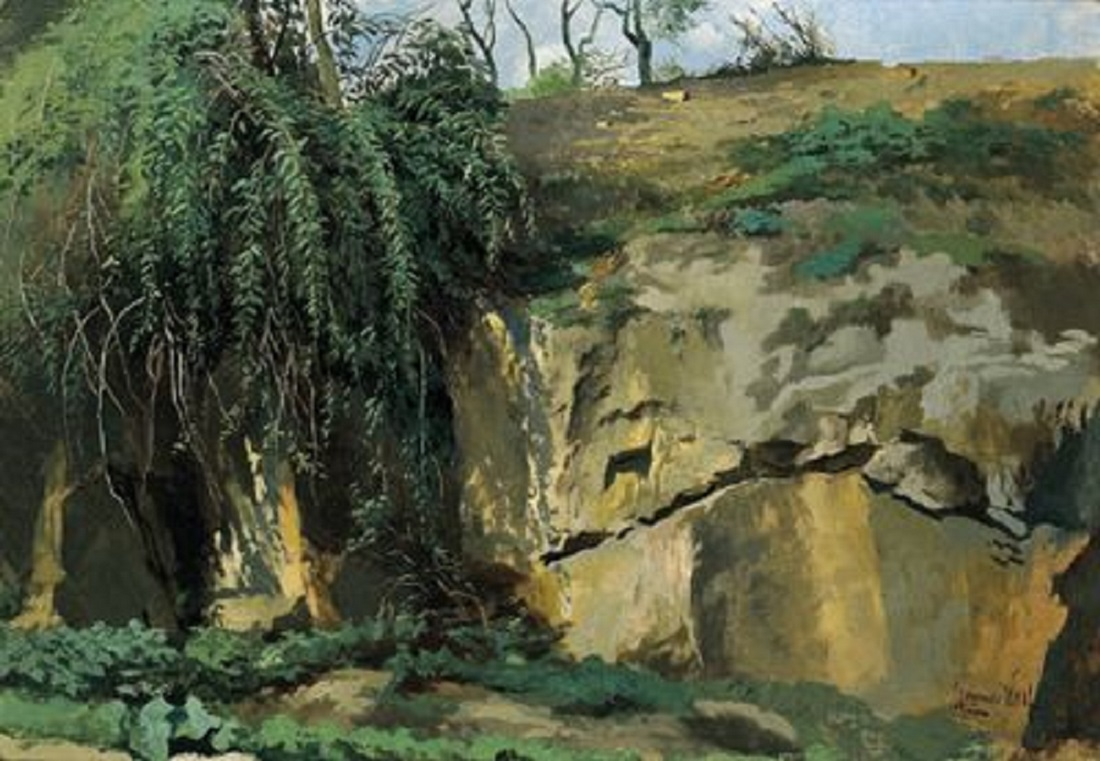
Raimund Wolf Na břehu Tisy
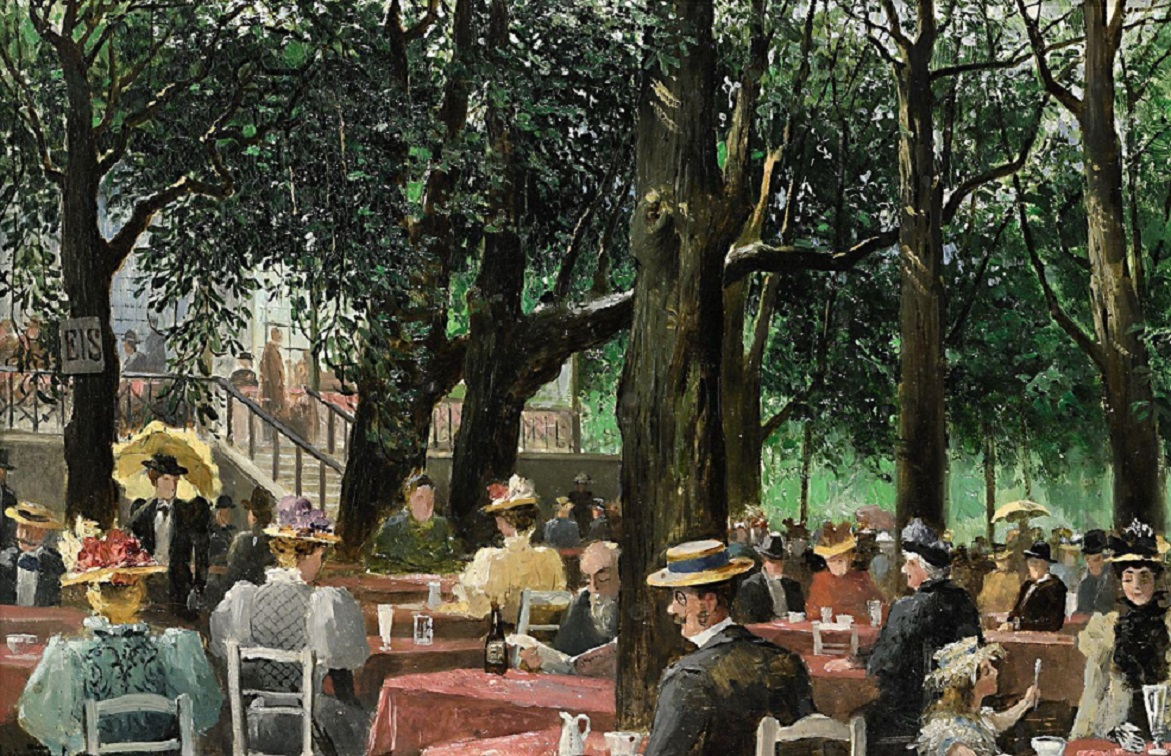
Raimund Wolf Restaurační zahrada
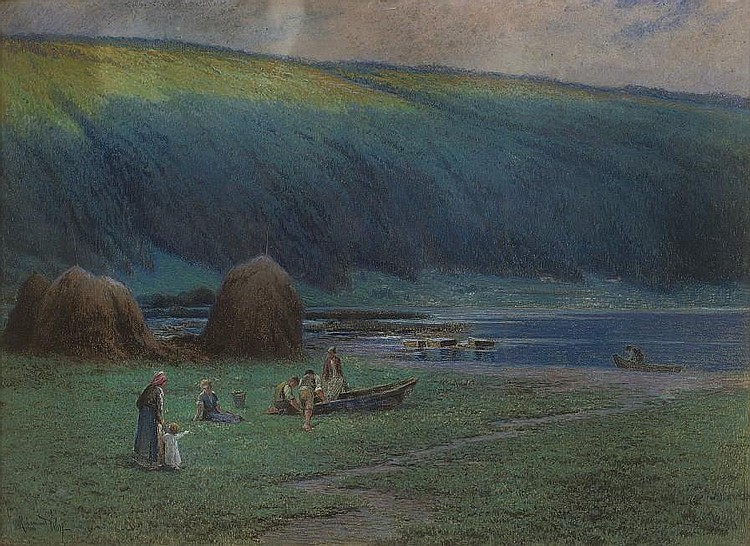
Raimund Wolf Večer na Ossiacherském jezeře (pastel, kol. 1900)
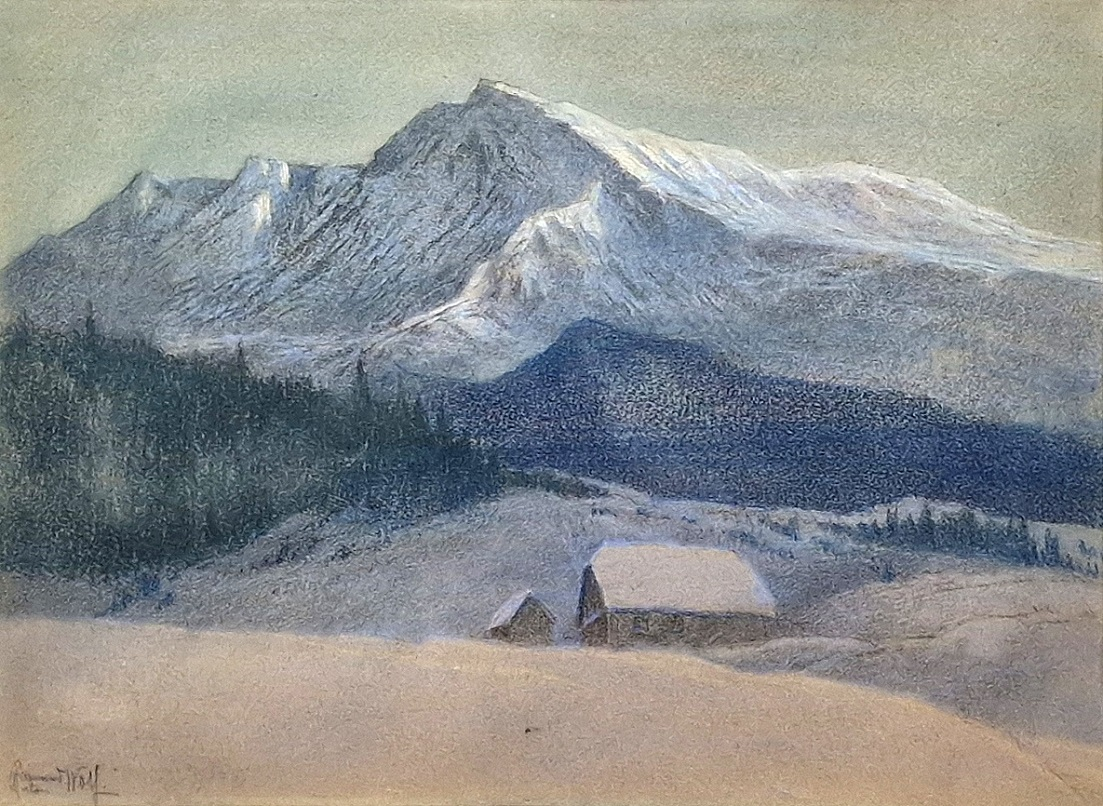
Raimund Wolf Pod horami (pastel)
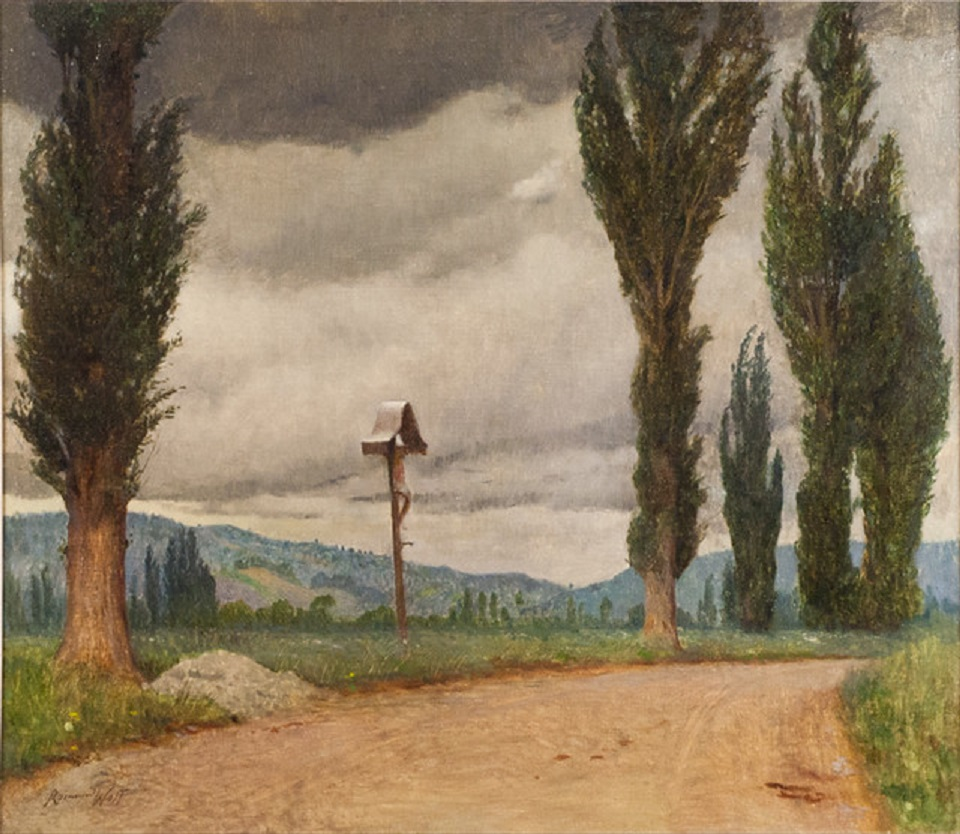
Raimund Wolf Cesta mezi topoly
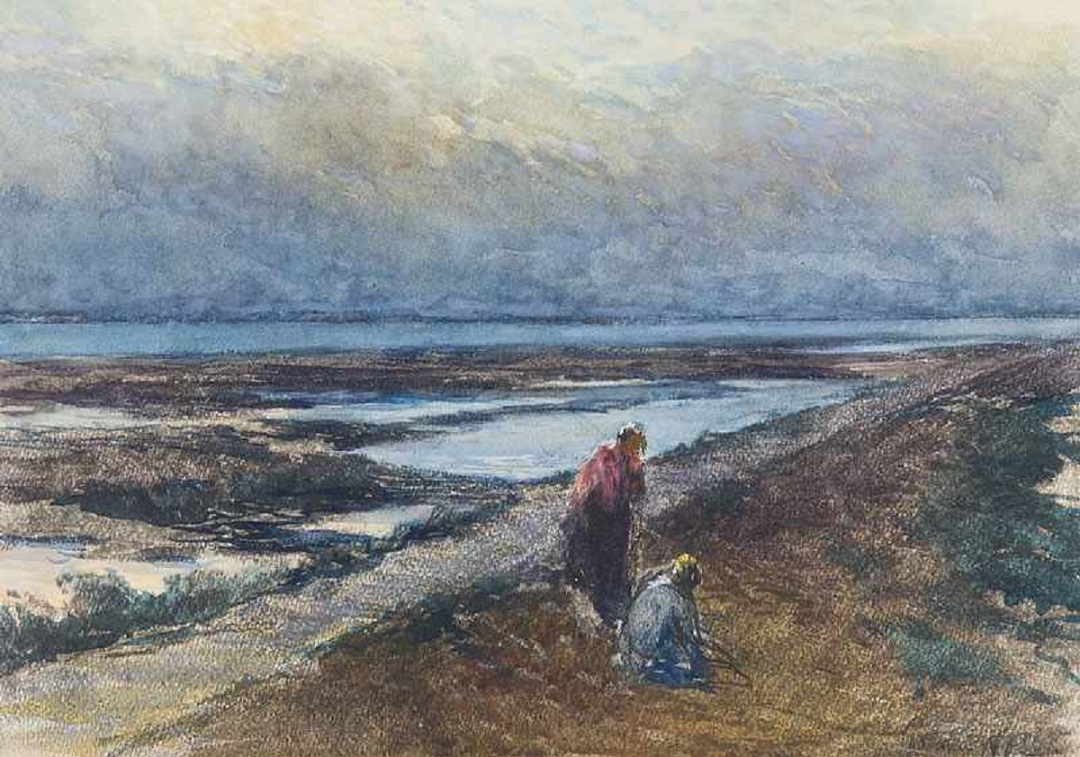
Raimund Wolf Mlžné pobřeží (pastel)
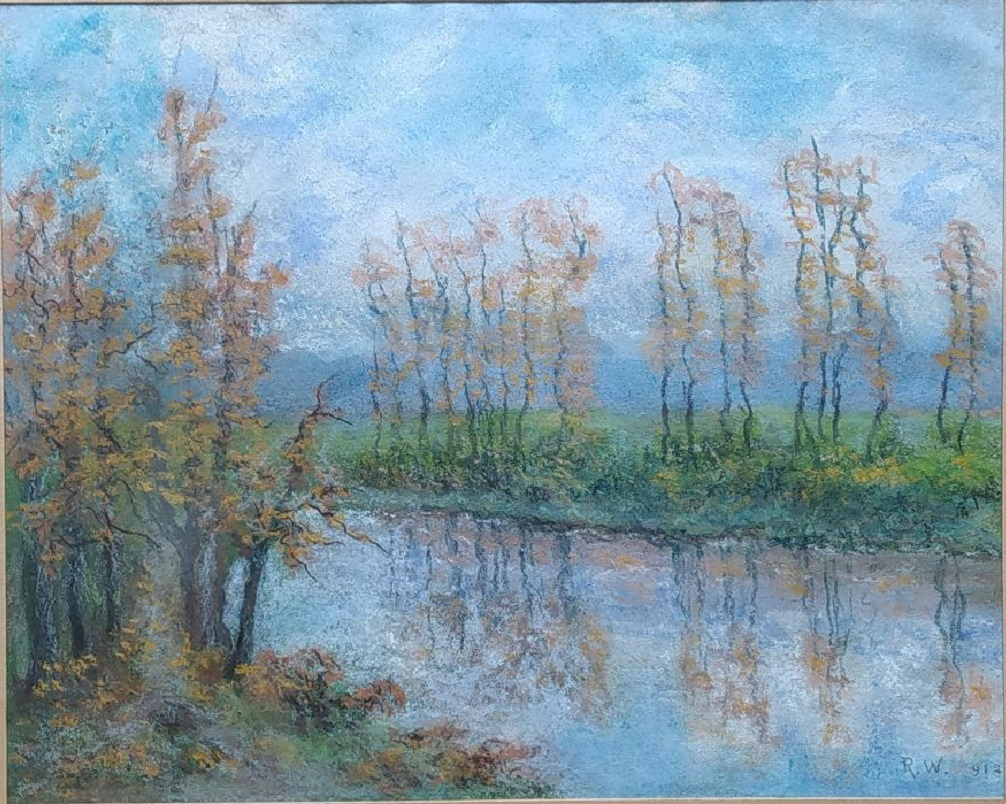
Raimund Wolf Rameno řeky (pastel, 1912)
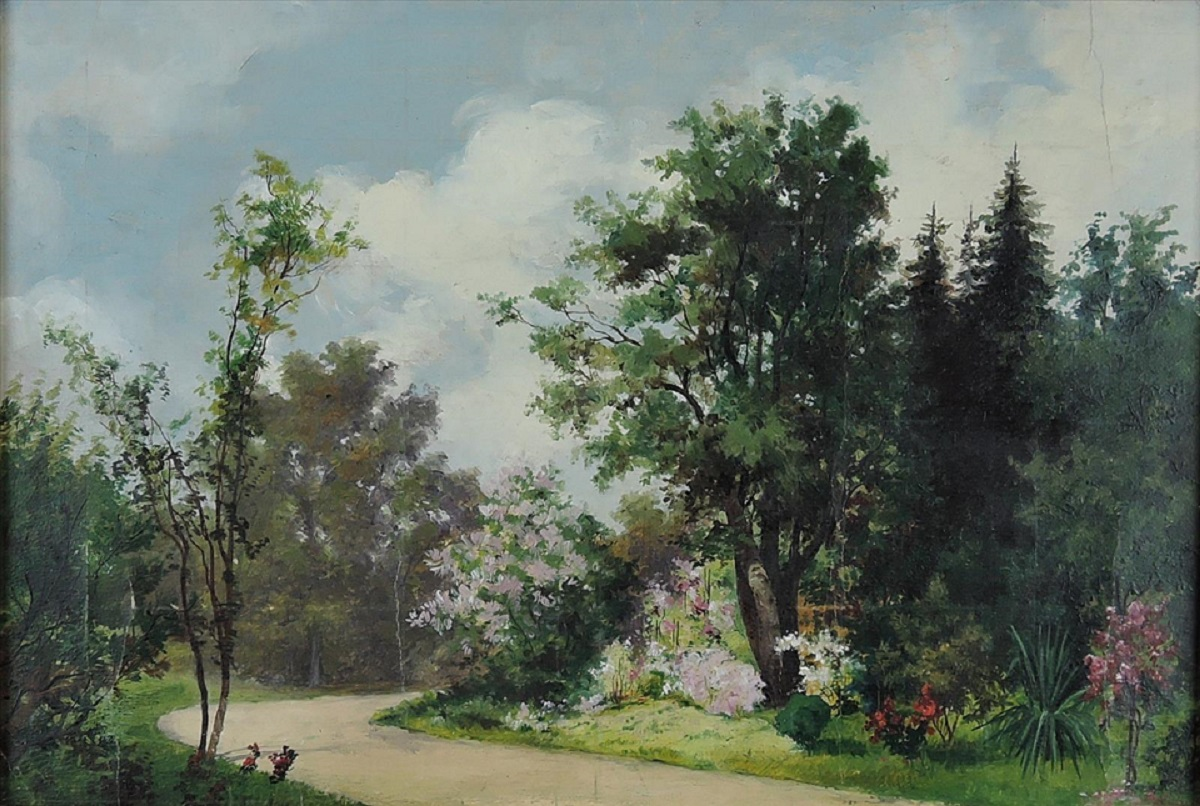
Raimund Wolf Cesta v parku
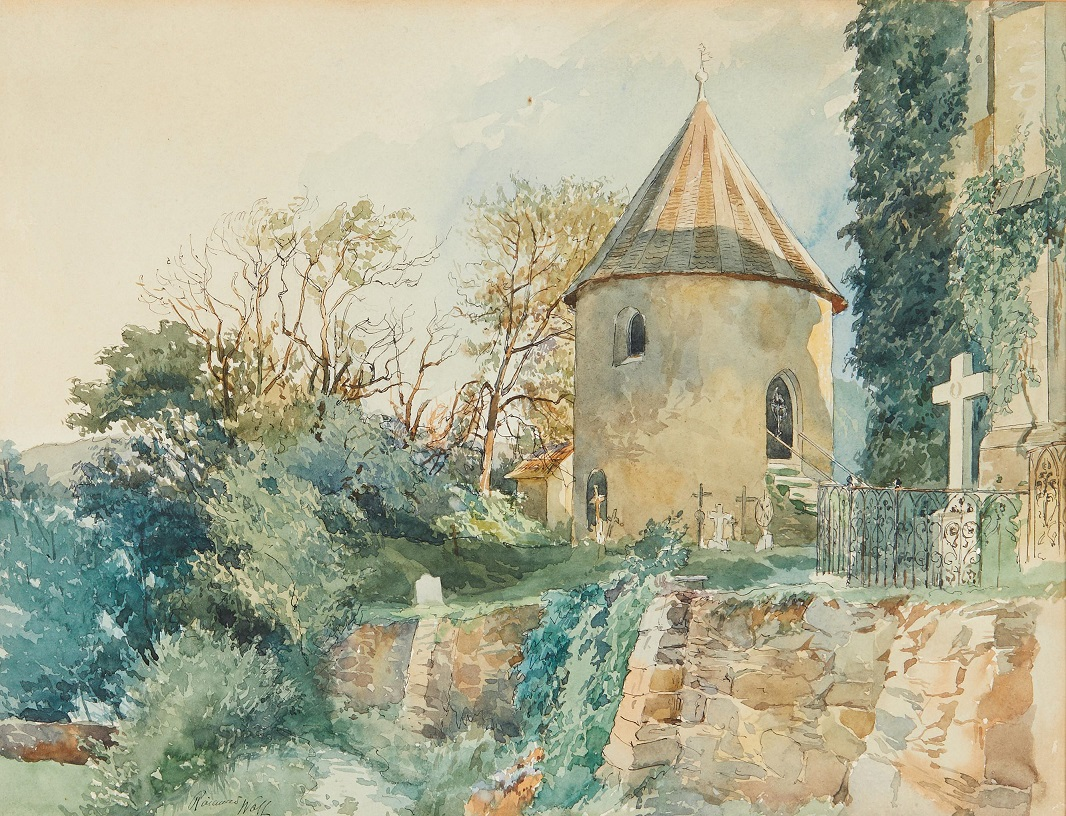
Raimund Wolf Kostnice v Maria Wörth (akvarel)
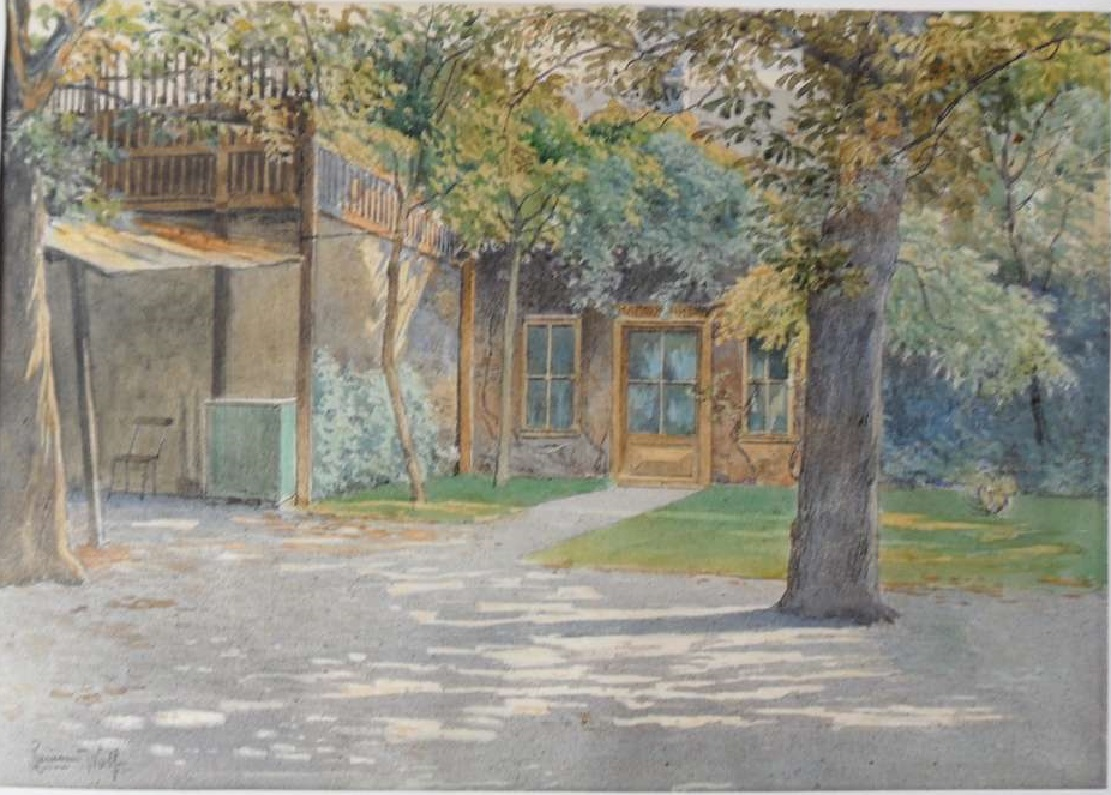
Raimund Wolf Vídeňská předzahrádka (akvarel)
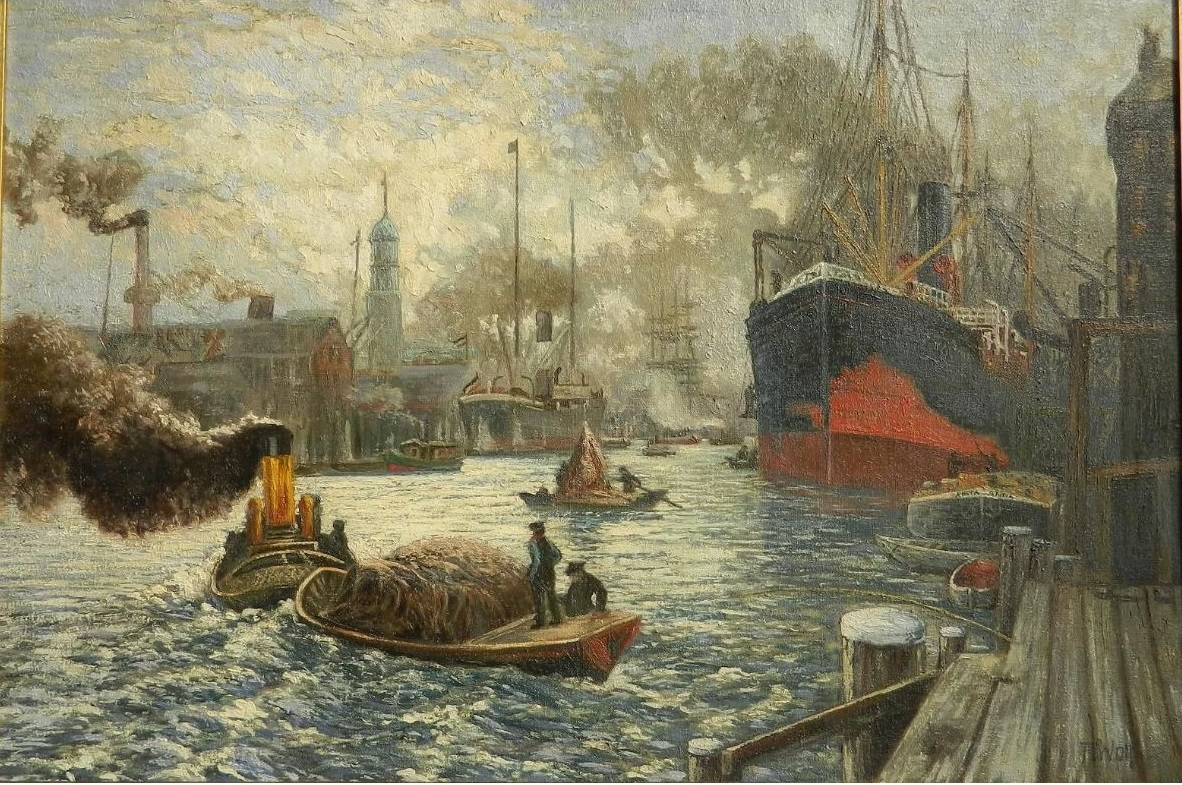
Raimund Wolf Přístav (okolo 1920)
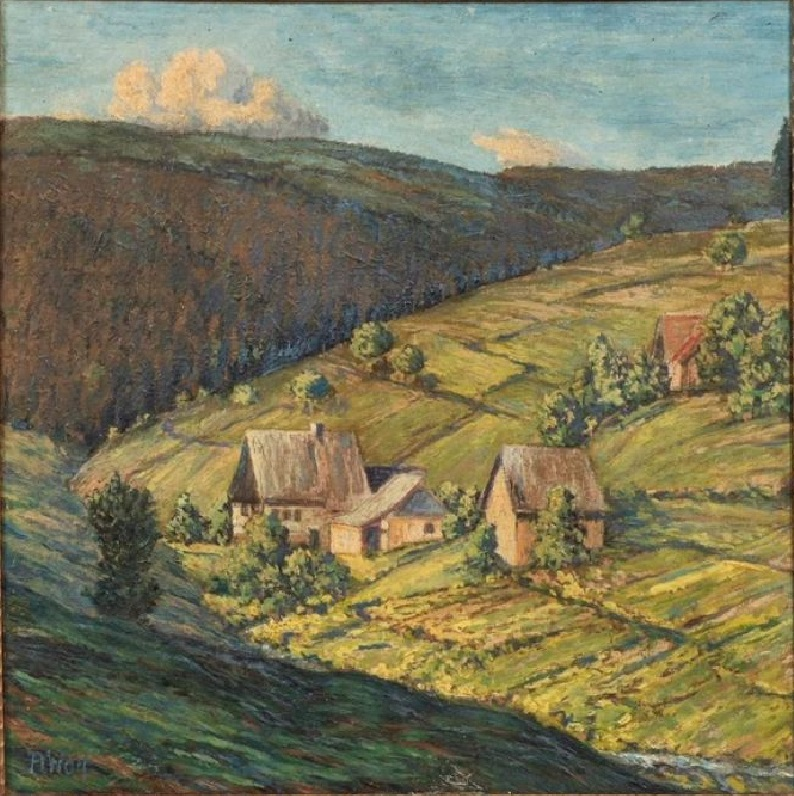
Raimund Wolf Podhorský motiv (1922)